# Aglossestra affinis
Aglossestra affinis är en fjärilsart som beskrevs av Rothschild 1914. Aglossestra affinis ingår i släktet Aglossestra och familjen nattflyn. Inga underarter finns listade i Catalogue of Life.